# Ardre distrikt
Ardre distrikt är ett distrikt i Gotlands kommun och Gotlands län. 
Distriktet ligger på östra delen av Gotland.

## Tidigare administrativ tillhörighet
Distriktet inrättades 2016 och utgörs av socknen Ardre.
Området motsvarar den omfattning Ardre församling hade vid årsskiftet 1999/2000.